# Transportul feroviar în Egipt

Rețeaua feroviară egipteană
(versiune interactivă)
Ecartament de 1435mm

Transportul feroviar din Egipt este pus în practică de Căile Ferate Naționale Egiptene (ENR), sub supravegherea Autorității Feroviare Egiptene (ERA).

## Istoria

### 1833–77

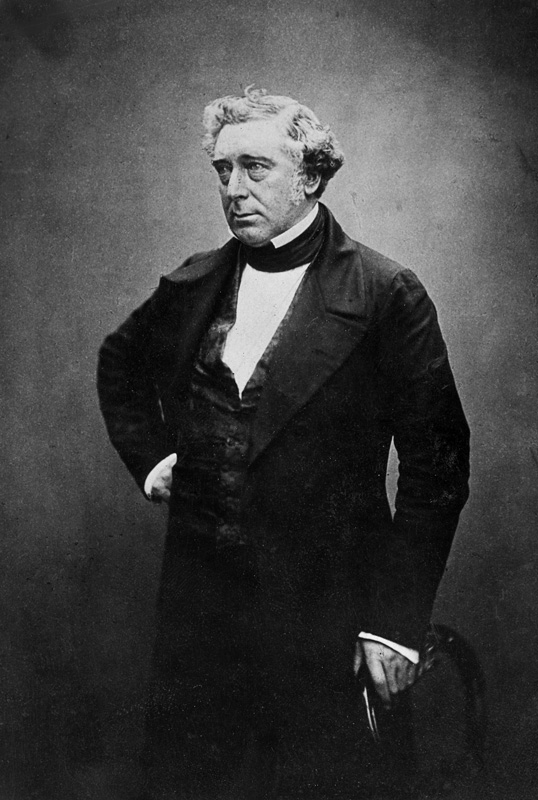
Robert Stephenson (1803–59) a fost inginerul primei căi ferate egiptene

În 1833 Pașa Muhammad Ali a luat în considerare construirea unei căi ferate între Suez și Cairo pentru a îmbunătăți tranzit de mărfuri și pasageri dintre Europa și India. Muhammad Ali a trecut la cumpărarea șinei atunci când proiectul a fost abandonat din cauza presiunii francezilor, care erau interesați de construirea unui canal.
În 1848 Muhammad Ali a murit, și în 1851, succesorul său Abbas I a contractat pe Robert Stephenson pentru a construi prima cale ferată egipteană cu ecartament standard. Prima secțiune, între Alexandria pe coasta mediterană și Kafr el-Zayyat pe ramura Rosetta a Nilului, a fost deschisă în 1854. Aceasta a fost prima cale ferată din Africa și Orientul Mijlociu precum și din Imperiul Otoman. În același an Abbas I a murit și a fost urmat la conducerea Egiptului de pașa Sa'id, în timpul căruia secțiunea de cale ferată de la Kafr el-Zayyat la Cairo a fost finalizată în 1856, urmată de o extensie din Cairo până la Suez în 1858. Această cale ferată a fost prima legătură modernă de transport între Marea Mediterană și Oceanul Indian, deoarece Ferdinand de Lesseps a terminat canalul Suez abia în 1869.

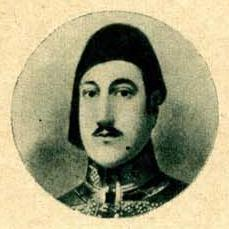
Paşa Ahmad Rifaat (1825–58) s-a înecat când trenul în care se afla a căzut de pe un șlep feroviar în Nil

La Kafr el-Zayyat linia dintre Cairo și Alexandria inițial traversa Nilul pe un șlep feroviar de 80 de picioare (24 m). Cu toate acestea, la 15 mai 1858 un tren special în care se afla posibilul moștenitor al lui Sa'id, Pașa Ahmad Rifaat, a căzut de șlepul feroviar în râu și Prințul s-a înecat. Din cauza acestui accident, Stephenson a înlocuit șlepul feroviar cu un pod rotitor de aproape 500 de metri lungime. Până la sfârșitul domniei lui Sa'id au fost finalizate liniile de la Banha la Zagazig pe ramura Damietta a Nilului în 1860, de la Mit Bera în 1861 și de la Tanta la Talkha mai departe în jos pe ramura Damietta a Nilului în 1863.
Succesorul lui Sa'id, Pașa Isma'il s-a străduit să modernizeze Egiptul și să dea un nou impuls dezvoltării feroviare. În 1865 un nou tronson de cale ferată a ajuns la Desouk pe ramura Rosetta a Nilului și un al doliea tronson între Cairo și Talkha a fost deschis, oferind o legătură mai directă între Cairo și Zagazig.

## Vezi și
- Transportul feroviar după țară
- Transportul în Egipt
- Arab Mashreq International Railway